# Euromaidan
L'Euromaidan (in ucraino Євромайдан?, Jevromajdan; lett. "Europiazza") fu una serie di manifestazioni filoeuropee iniziate in Ucraina nella notte tra il 21 e il 22 novembre 2013, all'indomani della decisione del governo di sospendere le trattative per la conclusione di un accordo di associazione tra l'Ucraina e l'Unione europea destinato a diventare un accordo di libero scambio globale e approfondito tra Ucraina e Unione europea. Durante le proteste, concentrate nella capitale Kiev, il 30 novembre 2013 si verificò un crescendo di violenza a seguito dell'attacco perpetrato dalle forze governative contro i manifestanti. Le proteste sfociarono nella rivoluzione ucraina del 2014 e, infine, nella fuga e messa in stato di accusa del presidente ucraino Viktor Janukovyč.

## Origine del nome
"Euromaidan" è una parola macedonia costituita dalle parole "Euro", inteso come abbreviazione di Europa, e "Maidan", in riferimento alla piazza dell'Indipendenza (in ucraino Майдан Незалежності?, Majdan Nezaležnosti), la piazza principale di Kiev dove si concentrarono le proteste iniziali.
Il movimento venne nominato in base all'hashtag #euromaidan (in ucraino #євромайдан?) utilizzato inizialmente sui social network per organizzare le proteste. Ben presto, sui media internazionali, la manifestazione divenne popolare con questo nome. Durante le proteste la parola "Maidan" (piazza) giunse a indicare di per sé l'attività politica in pubblico.
Gli eventi dell'Euromaidan sono conosciuti anche con il nome di "Eurorivoluzione" (in ucraino Єврореволю́ція?, Jevrorevoljúcija) o "Rivoluzione della dignità" (in ucraino Революція гідності?, Revoljucija hidnosti).

## Antefatti
Il 30 marzo 2012 l'Unione europea e l'Ucraina avviarono un accordo di scambio commerciale. Tuttavia, i leader dell'UE dichiararono che l'accordo non sarebbe stato ratificato se l'Ucraina non avesse affrontato alcune questioni sull'applicazione di una vera democrazia e sullo "Stato di diritto", compresa la detenzione di Julija Tymošenko e Jurij Lucenko, in carcere rispettivamente dal 2011 e dal 2012. Nei mesi precedenti alle proteste, il presidente ucraino Viktor Janukovyč esortò il Parlamento ucraino ad adottare leggi che rispettassero i criteri fissati dell'UE. Il 25 settembre 2013 il presidente della Verchovna Rada, il parlamento ucraino, Volodymyr Rybak dichiarò di essere certo che il parlamento avrebbe approvato tutte le leggi necessarie per soddisfare i criteri UE al fine della sottoscrizione dell'accordo.
A metà dell'agosto 2013, la Russia modificò le proprie regole doganali sulle importazioni dall'Ucraina in modo tale che, a partire dal 14 agosto 2013, il Dipartimento delle Dogane russo avrebbe fermato tutte le merci provenienti dall'Ucraina. Tale mossa fu vista, sia dai politici ucraini sia da altre e svariate fonti, come l'inizio di una guerra commerciale tra Russia e Ucraina, strategia di pressione tesa a evitare che quest'ultima firmasse l'accordo commerciale con l'Unione europea. Il 18 dicembre 2013, il ministro ucraino per la politica industriale, Mychajlo Korolenko, dichiarò che il valore delle mancate esportazioni consisteva in 1,4 miliardi di dollari, pari a un calo del 10% su base annua. L'ufficio di Statistica dell'Ucraina riferì che nel novembre 2013, rispetto agli stessi mesi del 2012, la produzione industriale in Ucraina era scesa del 4,9 per cento.
Il 21 novembre 2013 un decreto del governo ucraino sospese i preparativi per la firma dell'accordo di associazione. Il motivo ufficiale fu che nei mesi precedenti l'Ucraina aveva vissuto "un calo della produzione industriale e delle relazioni con i paesi della CSI". Il governo inoltre assicurò che "l'Ucraina riprenderà la preparazione dell'accordo europeo quando il calo della produzione industriale e le nostre relazioni con i paesi della CSI saranno compensati dal mercato europeo".
Secondo il primo ministro ucraino, Mykola Azarov, le condizioni estremamente severe, di un prestito del Fondo Monetario Internazionale, presentate il 20 novembre 2013, che comprendevano grandi tagli al bilancio e un aumento del 40% delle bollette del gas, erano stati l'ultimo argomento a favore della decisione del governo ucraino di sospendere i preparativi per la firma dell'accordo di associazione europeo. Successivamente l'FMI precisò di non pretendere un aumento immediato delle tariffe del gas naturale in Ucraina del 40%, ma che raccomandava che queste fossero progressivamente aumentate fino a un livello economicamente giustificato, compensando le fasce di popolazione più povere per le perdite derivanti da tale aumento, rafforzando un'assistenza sociale mirata. Il rappresentante del FMI in Ucraina, Jerome Vacher, dichiarò che questo prestito del FMI valeva 4 miliardi di dollari e che avrebbe dovuto essere collegato a una nuova politica che puntasse a eliminare i divari sociali e stimolare la crescita del Paese.

## Svolgimento della protesta

### Le prime manifestazioni

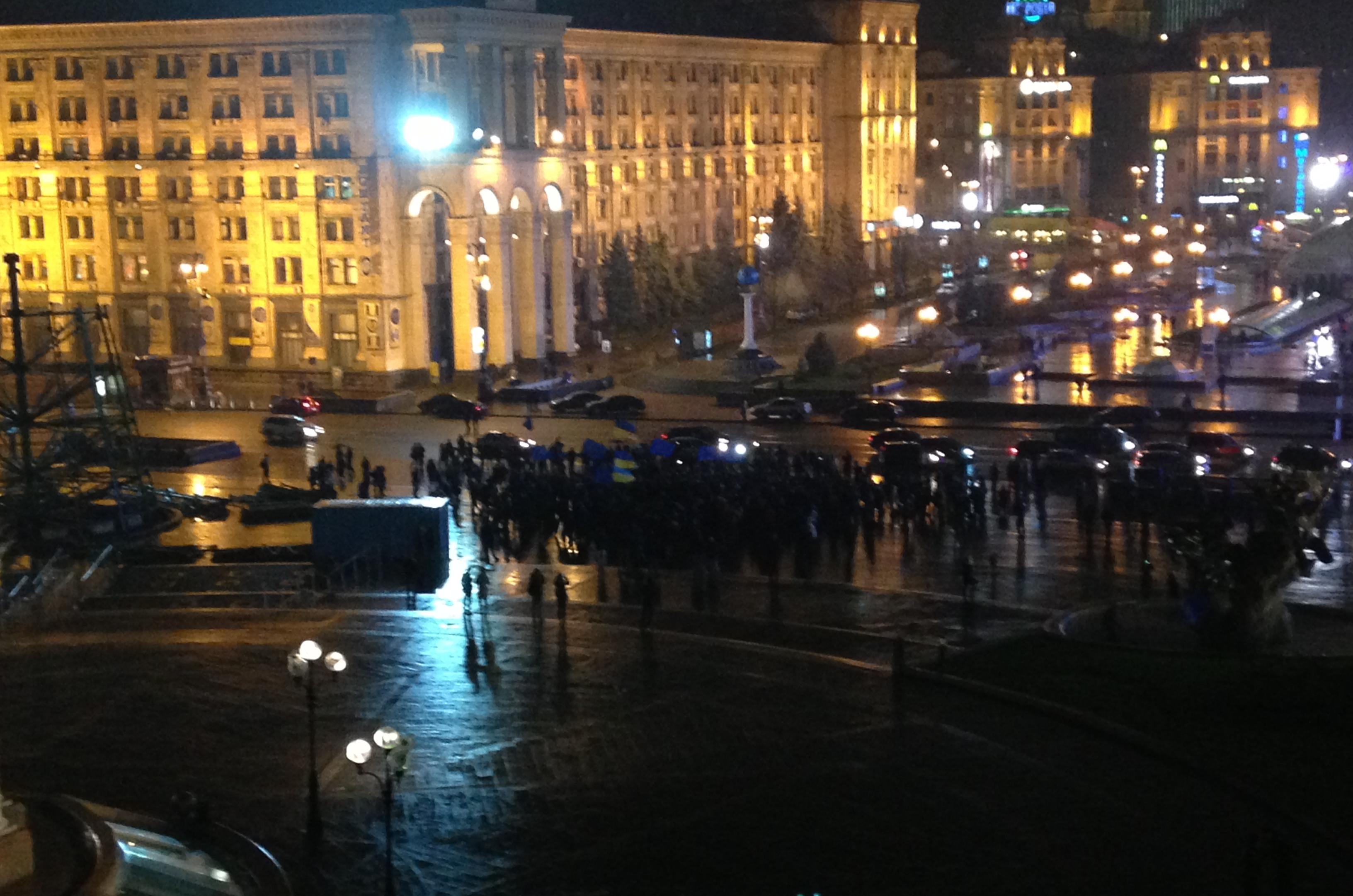
L'inizio dell'Euromaidan in piazza dell'Indipendenza il 21 novembre 2013

La sera del 21 novembre 2013, a Kiev in piazza dell'Indipendenza (in ucraino Майдан Незалежності?, Majdan Nezaležnosti) diverse persone si riunirono per manifestare contro l'interruzione dei negoziati per l'accordo di associazione tra l'Ucraina e l'Unione europea. La manifestazione, essendo priva di un coordinamento politico, si organizzò spontaneamente attraverso l'utilizzo dei social network, che si rivelarono fondamentali per la diffusione delle ragioni della protesta. A questo primo evento l'amministrazione cittadina rispose vietando ulteriori manifestazioni nel centro città, anche in vista del nono anniversario della rivoluzione arancione, una protesta iniziata il 22 novembre 2004 che consentì di svolgere nuove elezioni presidenziali in seguito ai brogli elettorali che avevano decretato come vincitore il politico filorusso Viktor Janukovyč.

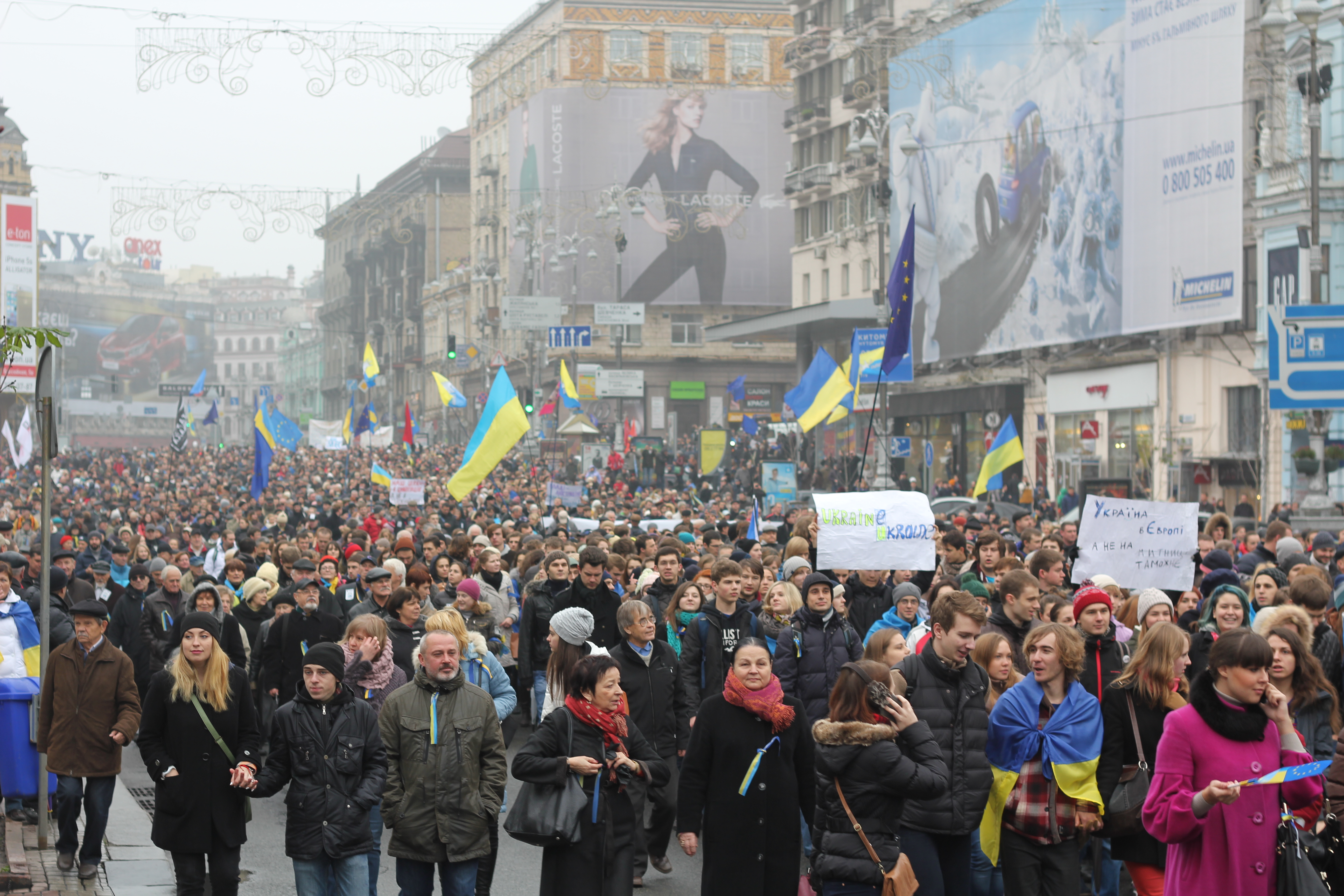
Manifestazione lungo la Chreščatyk il 24 novembre 2013

Il movimento di protesta si espanse rapidamente e il 24 novembre tra le 50000 e le 100000 persone sfilarono nel centro cittadino richiedendo le dimissioni del governo di Mykola Azarov e lo scioglimento del parlamento nel caso di una mancata firma dell'accordo. Il corteo si diresse verso il palazzo del Gabinetto dei ministri dell'Ucraina dove si registrarono le prime violenze tra i manifestanti e i titušky (in ucraino тітушки?), picchiatori remunerati dalle autorità locali a supporto delle forze dell'ordine, e i primi utilizzi di gas lacrimogeno da parte della polizia antisommossa Berkut. Nonostante le proteste il presidente Viktor Janukovyč, il 28 novembre si recò al vertice con l'Unione europea a Vilnius per confermare la mancata ratifica dell'accordo.
Nel frattempo i presidi installati a Kiev in piazza dell'Indipendenza la settimana precedente continuarono a essere occupati da numerosi manifestanti, in particolare nella notte del 29 novembre si contavano tra le 200 e le 1000 persone, per lo più giovani, studenti e militanti dell'organizzazione nazionalista di estrema destra Pravyj Sektor (lett. Settore Destro). Con il pretesto di dover organizzare i preparativi per la festa di capodanno, il ministero degli affari interni ordinò lo sgombero della piazza autorizzando alle 4:00 del mattino del 30 novembre l'intervento della polizia antisommossa Berkut. Furono mobilitati circa 300 poliziotti che rimossero il presidio: la resistenza dei manifestanti provocò decine di feriti e il fermo di 35 persone. A questi eventi seguirono le scuse da parte del governo e delle autorità ucraine, mentre l'amministrazione cittadina mise in stato di accusa i partiti di opposizione Bat'kivščyna (di Arsenij Jacenjuk) e UDAR (di Vitalij Klyčko) per aver infranto il divieto di protesta in vigore.

### La protesta si amplia

La protesta del 1º dicembre 2013 in piazza dell'Indipendenza a Kiev

La mattina del 1º dicembre 2013 in risposta alla brutalità poliziesca della notte precedente tra le 500000 e 1000000 di persone marciarono in segno di protesta nel centro di Kiev e nel primo pomeriggio alcuni manifestanti presero d'assalto gli edifici amministrativi. Il palazzo dell'amministrazione statale di Kiev lungo la Chreščatyk fu occupato da una cinquantina di persone guidate dalla giornalista e attivista Tetjana Čornovol, in piazza dell'Indipendenza invece fu occupata la casa della Federazione dei sindacati dell'Ucraina, mentre lungo la via Bankova circa 500 persone lanciarono pietre e oggetti incendiati contro la sede dell'ufficio del Presidente dell'Ucraina. La violenze fomentate dai titušky e dagli estremisti di destra provocarono la reazione sproporzionata della Berkut che impiegò manganelli, gas lacrimogeno e granate stordenti arrestando una decina persone e ferendone oltre un centinaio. In seguito alle violenze, il 3 dicembre 2013 il parlamento votò una mozione di sfiducia nei confronti del governo di Mykola Azarov, che fu però respinta, mentre nei giorni successivi il procuratore generale e il ministero dell'interno guidato da Vitalij Zacharčenko avviarono un'indagine interna per fare chiarezza sulla risposta della Berkut. Invocando la liberazione dei manifestanti arrestati il 1º dicembre, le proteste proseguirono per tutta la settimana e l'8 dicembre diverse centinaia di migliaia di persone si riunirono nel centro di Kiev, dove alla sera alcune di queste abbatterono simbolicamente il monumento a Lenin.

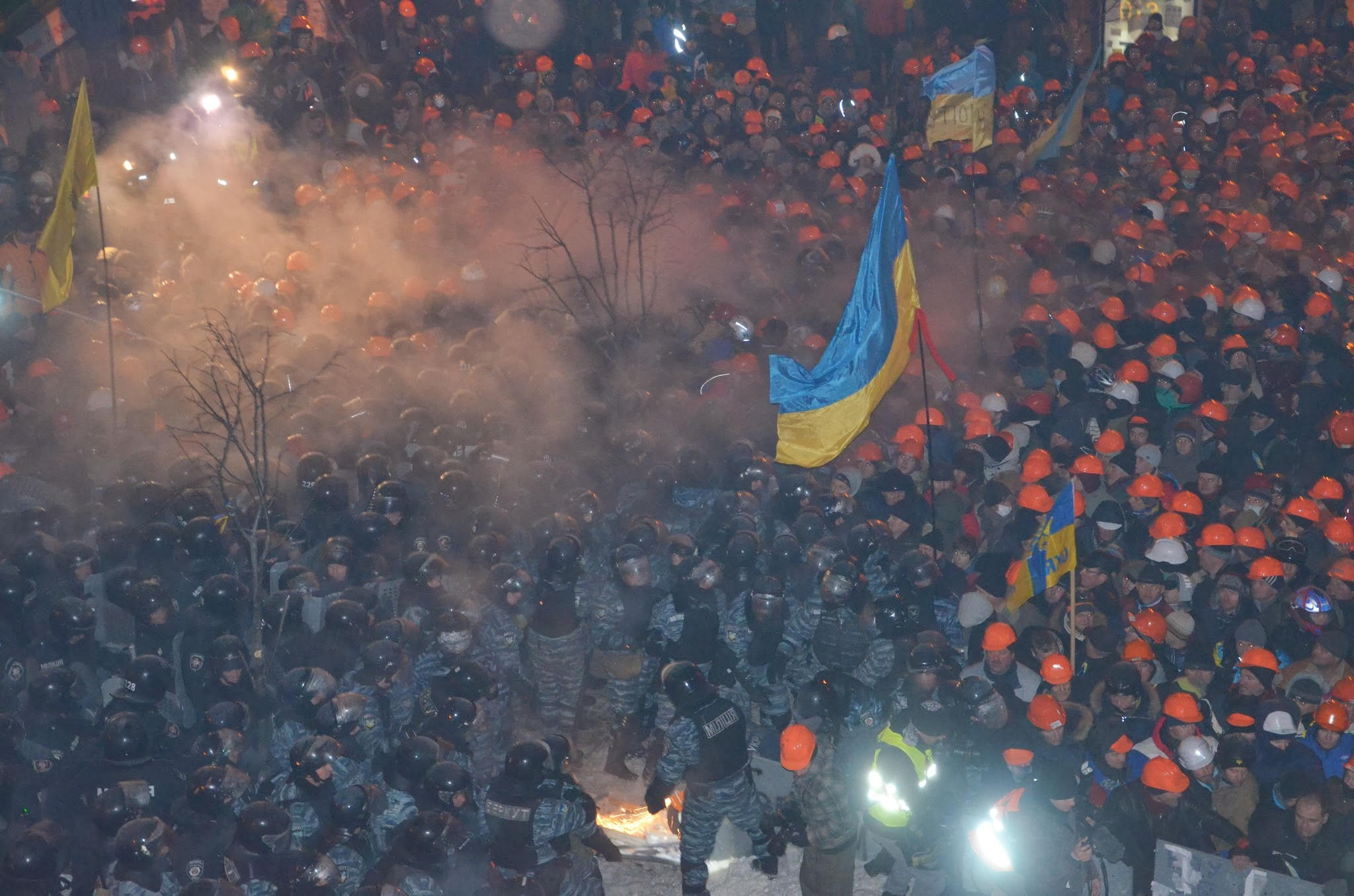
Scontri tra la Berkut e i manifestanti nella la notte tra l'11 e il 12 dicembre

In seguito a un incontro non programmato avvenuto in Soči tra il presidente ucraino Viktor Janukovyč e l'omologo russo Vladimir Putin, l'attività repressiva si intensificò. Il 9 dicembre alla periferia di Kiev furono dispiegate ulteriori unità delle truppe del ministero degli affari interni come il 47º Reggimento speciale "Tigre" e bloccate alcune fermate centrali della metropolitana. Fu poi perquisita la sede centrale di Bat'kivščyna e furono emanate misure restrittive contro i principali leader di opposizione, tra cui Vitalij Klyčko (UDAR). Nella notte tra l'11 e il 12 dicembre 2013 la Berkut fu inviata a rimuovere le barricate in via Instytuts'ka e per sgomberare il municipio della capitale. Gli interventi non ebbero successo, si contarono una quarantina di feriti e nello scontro furono coinvolti anche alcuni parlamentari dell'opposizione. Le proteste proseguirono per tutto il mese di dicembre, causando una prima vittima e coinvolgendo oltre 10000 forze dell'ordine.
La mancata fine delle proteste culminò in una serie di leggi anti-protesta approvate dalla Verchovna Rada il 16 gennaio 2014, con ulteriori disordini nella vicina Via Hruševskoho. Le leggi anti-protesta erano un gruppo di 10 norme che limitavano la libertà di parola e riunione e vennero definite dagli attivisti del Maidan e dall'opinione pubblica come leggi sulla dittatura (in ucraino закони про диктатуру). In risposta a queste leggi le proteste e le manifestazioni diventarono più violente.
Dal 23 gennaio in varie oblast' occidentali dell'Ucraina, gli edifici del Governatore e dei consigli regionali vennero occupati da attivisti di Euromaidan. Qualche giorno dopo vennero ritirate le leggi anti-manifestazione e iniziarono le consultazioni di Janukovyč con l'opposizione, che chiedeva una riforma costituzionale ed elezioni anticipate. Nelle città russofone di Zaporižžja, Sumy e Dnipropetrovs'k, i manifestanti tentarono di prendere possesso delle sedi del governo locale, ma le forze dell'ordine reagirono duramente.

### L'esplosione della violenza

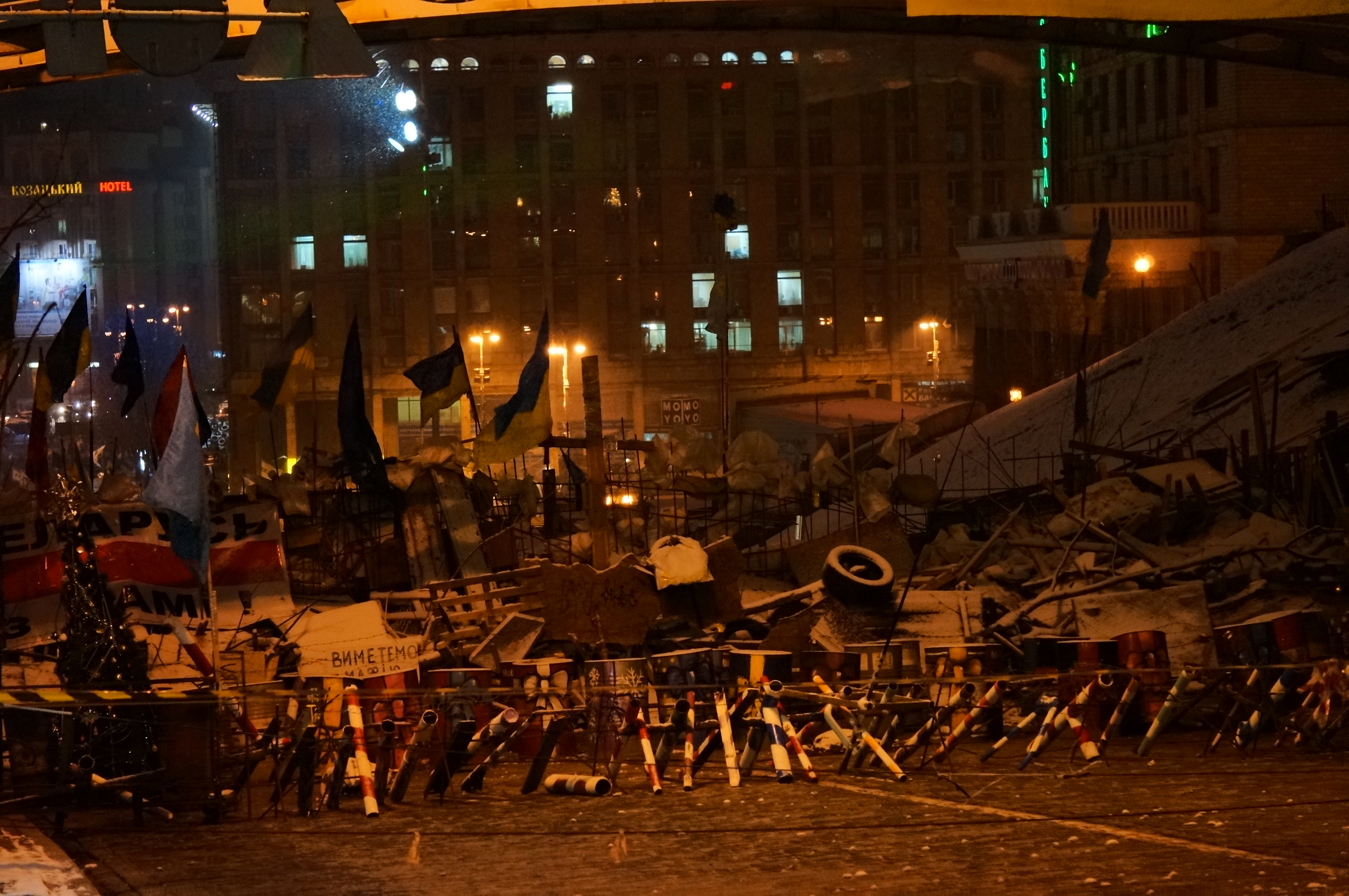
Barricate a Kiev, in piazza dell'Indipendenza

Il 20 febbraio 2014, iniziò uno dei giorni più sanguinosi della protesta. Sì contarono oltre 100 morti, 70 tra i manifestanti e 17 tra la polizia. A sparare furono dei cecchini appostati alle finestre dei palazzi che circondano piazza Maidan. Ancora ignota e soggetta a investigazioni è l'identità individuale dei cecchini che quel giorno spararono sulla folla, anche se è certa la responsabilità del regime. Molti commentatori paragonarono i disordini a una guerra civile. Il nuovo governo ha accusato il presidente Viktor Janukovyč di aver ordinato alla polizia di aprire il fuoco il 18-20 febbraio 2014, dichiarando che agenti russi avevano giocato un ruolo nelle uccisioni; anche secondo Valentyn Nalyvajčenko, il nuovo capo del SBU (Servizio di sicurezza dell'Ucraina) vi sarebbe stato il coinvolgimento dei servizi di sicurezza russi e Janukovyč avrebbe ordinato a 108 membri del SBU di riprendere un edificio occupato dai manifestanti a Kiev il 18 febbraio 2014. Il nuovo ministro dell'Interno, Arsen Avakov, affermò che 12 membri della forza speciale di polizia Berkut (disciolta dal nuovo governo) furono identificati come sospettati dell'uccisione di 17 persone su via Institut'ska. Basandosi sulla somiglianza delle ferite da arma da fuoco riscontrate sulle vittime, il ministro della Salute ad interim Oleh Musij ha invece affermato che i manifestanti e i poliziotti sarebbero stati colpiti dalle stesse armi come parte di un complotto da parte di ex sostenitori del presidente Viktor Janukovyč per volgere la popolazione contro lo stesso presidente, chiamando in causa non meglio specificate "forze speciali russe". Video e fotografie degli scontri mostrano che le forze di sicurezza ucraine erano armate con fucili d'assalto e almeno un fucile di precisione, ma che anche i manifestanti erano armati di fucili, anche se alcuni di questi potrebbero essere stati armi ad aria compressa.
Il presidente Viktor Janukovyč ha risolutamente negato di aver mai ordinato alla polizia di aprire il fuoco sui manifestanti, accusando l'opposizione di aver dato inizio alle sparatorie, dichiarando che "Nessun potere vale una goccia di sangue" e che "Molte volte i miei sostenitori mi hanno sollecitato ad agire in maniera più risoluta contro Maidan, ma non l'ho mai fatto. Avremmo dovuto disarmare gli elementi estremisti, gli stessi che ora sono un rompicapo per i nuovi leader". Il ministro degli esteri russo Lavrov ha dichiarato che la Russia aveva informazioni riguardo al fatto che i gruppi di estrema destra ucraini avrebbero coordinato gli attacchi dei cecchini a Kiev.

### Il cambio di regime

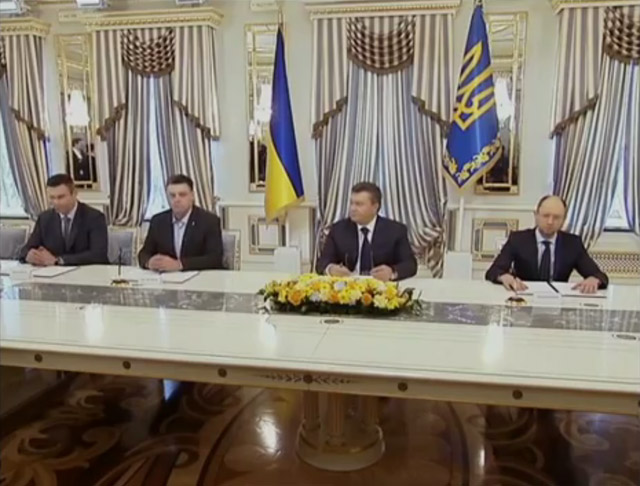
Il negoziato tra il presidente ucraino e i leader dell'opposizione, da sinistra: Vitalij Klyčko, Oleh Tjahnybok, Viktor Janukovyč e Arsenij Jacenjuk

Il 21 febbraio 2014 il presidente ucraino Viktor Janukovyč diede inizio a un lungo negoziato con i tre leader dell'opposizione parlamentare: Arsenij Jacenjuk (Bat'kivščyna), Vitalij Klyčko (UDAR) e Oleh Tjahnybok (Svoboda). Dopo ore di discussione le parti giunsero a un accordo articolato in dieci punti:
- la reintroduzione della costituzione ucraina del 2004 con la conseguente riaffermazione della centralità del parlamento,
- la formazione di un nuovo governo di coalizione nell'arco di dieci giorni,
- il completamento delle riforme costituzionali entro il settembre del 2014,
- lo svolgimento delle elezioni presidenziali anticipate entro il dicembre 2014,
- lo svolgimento di un'inchiesta sulle violenze condotta con la supervisione del governo, dell'opposizione e del Consiglio d'Europa,
- il veto allo stato d'emergenza,
- l'amnistia per i manifestanti arrestati dal 17 febbraio 2014,
- lo sgombero degli edifici pubblici occupati dai manifestanti,
- la confisca delle armi detenute illegalmente,
- l'approvazione di una nuova legge elettorale e la formazione di una nuova Commissione elettorale centrale.

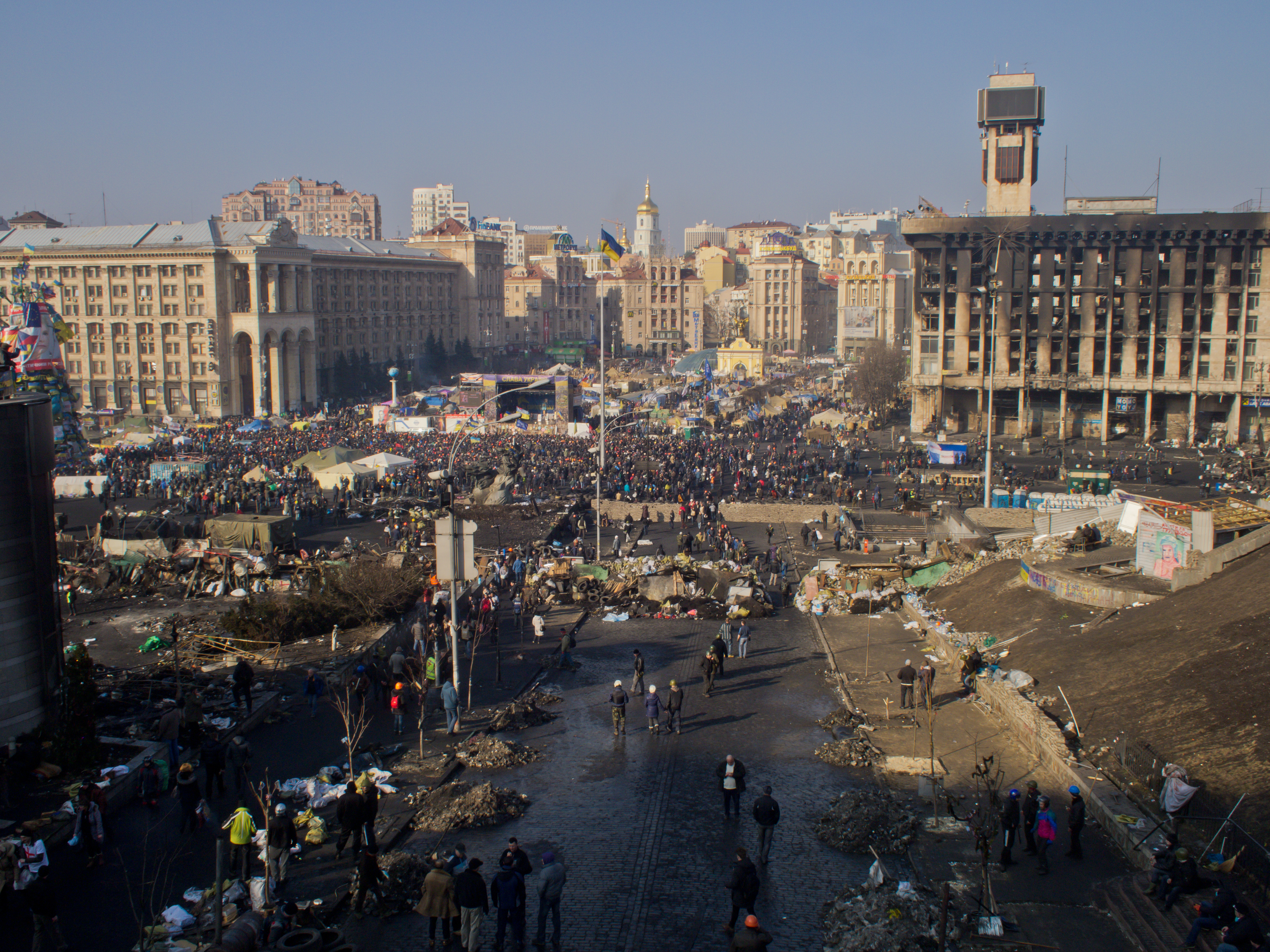
Piazza dell'Indipendenza nella mattina del 21 febbraio 2014

Alla firma dell'accordo assistettero anche tre ministri degli esteri dell'Unione europea: il polacco Radosław Sikorski, il francese Laurent Fabius e il tedesco Frank-Walter Steinmeier oltre al Commissario per i diritti umani della Federazione Russa Vladimir Lukin che rifiutò di firmarlo. Il giorno stesso il parlamento ucraino implementò alcuni punti dell'accordo votando all'unanimità per la reintroduzione della costituzione ucraina del 2004, sospendendo il ministro dell'interno Vitalij Zacharčenko e introducendo modifiche al codice penale per consentire per il giorno successivo la scarcerazione di Julija Tymošenko, fondatrice di Bat'kivščyna, il principale partito di opposizione. L'accordo fu duramente criticato dalle frange più estremiste della protesta che intimarono al presidente Viktor Janukovyč di lasciare la presidenza entro le 10:00 della mattina del giorno successivo, minacciando ulteriori scontri. La richiesta fu ribadita anche dal comandante di Pravyj Sektor Dmytro Jaroš, che si rifiutò di far deporre le armi ai suoi uomini fintanto che Janukovyč fosse rimasto in carica.
Nella notte tra il 21 e il 22 febbraio 2014 il presidente Viktor Janukovyč volò da Kiev verso Charkiv affermando di essere vittima di un colpo di Stato. Fu poi bloccato all'aeroporto di Donec'k dalla guardia di frontiera ucraina nel tentativo di imbarcarsi su un aereo, ma proseguì la fuga su una vettura blindata, diventando quindi irreperibile. La fuga dalla capitale coinvolse anche il ministro della difesa Pavlo Lebedjev, il procuratore generale Viktor Pšonka, il ministro dell'interno Vitalij Zacharčenko e il ministro del reddito e delle tasse Oleksandr Klymenko. Con la fuga di Janukovyč il parlamento ritenne che costui avesse abbandonato il suo incarico, fissò quindi nuove elezioni presidenziali per il 25 maggio 2014 ed elesse Oleksandr Turčynov presidente della camera. Il 23 febbraio 2014 infine lo stesso Turčynov fu nominato dal parlamento presidente dell'Ucraina ad interim ponendo di fatto fine all'Euromaidan. I primi provvedimenti intrapresi delle nuove istituzioni furono: la nazionalizzazione delle proprietà di Janukovyč, lo scioglimento della Berkut, la sostituzione del capo dei servizi segreti e l'abrogazione della controversa legge sulla politica linguistica a cui Turčynov successivamente pose il veto.

## Conseguenze

### Annessione della Crimea alla Russia
La crisi di Crimea del 2014 fu una delle conseguenze dell'Euromaidan, dopo che nel febbraio 2014 il governo precedentemente in carica venne rimpiazzato da uno in linea coi principi dell'Euromaidan; la Russia è intervenuta nei primi giorni di marzo spostando truppe regolari nella penisola di Crimea e bloccando con le sue navi da guerra il porto di Sebastopoli ai movimenti delle navi ucraine con lo scopo "di proteggere la popolazione di nazionalità russa in Crimea".
L'Ucraina ha risposto mettendo in mobilitazione le sue forze armate, anche se l'obiettivo principale era quello di risolvere la questione per via diplomatica, in quanto le forze armate ucraine in nessun caso sarebbero state in grado di confrontarsi con quelle russe, dal punto di vista sia quantitativo sia qualitativo. La Russia ha risposto affermando che le sue truppe non avrebbero lasciato il territorio della Crimea, finché la situazione non si fosse stabilizzata. Alcuni Stati, tra cui gli Stati Uniti d'America, il Canada, la Francia, la Germania, l'Italia, la Polonia, il Regno Unito e la commissione dell'Unione europea hanno accusato la Russia di aver violato le leggi internazionali e di aver destabilizzato la sovranità ucraina. Altri Stati (Siria, Corea del Nord, Venezuela, Ossezia del Sud e Transnistria) hanno invece appoggiato le azioni della Russia e/o condannato il governo ucraino del dopo-Euromaidan come illegale.
Il 27 giugno 2014 il Presidente dell'Ucraina Petro Porošenko ha firmato l'Accordo di associazione tra l'Ucraina e l'Unione europea (causa dello scoppio dell'Euromaidan) definendolo "un giorno storico" insieme ai Presidenti di Georgia e Moldavia, ribadendo inoltre l'intenzione di Kiev di entrare nella NATO.

## Caratteristiche del movimento di protesta

### Opinione pubblica
Secondo i sondaggi sugli eventi dell'Euromaidan condotti tra il dicembre 2013 e il febbraio 2014 l'opinione pubblica ucraina si rivelò divisa, con marcate differenze regionali. Secondo una rilevazione eseguita su 2079 campioni (errore statistico ±2,2%) tra il 4 e il 9 dicembre 2013 il 49% supportava la protesta, mentre il 45% era contrario, il 6% gli indecisi. Il supporto alla protesta variava in modo consistente in base all'influenza culturale russa delle regioni considerate: regioni occidentali 84%, centrali 66%, meridionali 33% e orientali 13%.
Distribuzioni regionali analoghe si potevano riscontrare anche relativamente all'avvicinamento dell'Ucraina all'Unione europea, in particolare a livello nazionale il 46% preferiva l'accordo di associazione tra l'Ucraina e l'Unione europea, il 36% l'ingresso nell'Unione doganale eurasiatica e il 19% era indeciso.
Risultati simili sono stati registrati anche da altri istituti demoscopici.
Secondo un sondaggio eseguito su 2010 campioni (errore statistico ±2,3%) tra il 20 e il 24 dicembre 2013 le proteste anti-Maidan hanno avuto il supporto del 27% della popolazione, mentre il 57% si dichiarava contrario e il 16% indeciso. Nuovamente il supporto all'anti-Maidan variava notevolmente in base alle regioni considerate: regioni occidentali 3%, centrali 14%, meridionali 54% e orientali 43%.

### Partecipanti
Secondo un sondaggio eseguito a Kiev su 1037 manifestanti (errore statistico ±3,2%) tra il 7 e l'8 dicembre 2013 i partecipanti avevano un'età media di 37 anni, in leggera maggioranza erano uomini (57%) e si contavano molti giovani di età compresa tra i 15 e i 29 anni (38%). La provenienza dei manifestanti era suddivisa al 50% tra i residenti della capitale e i cittadini provenienti da altre aree dell'Ucraina, in particolare poco più di metà provenivano dall'Ucraina occidentale. Riguardo al livello di istruzione il 63% era laureato, il 22% aveva un'istruzione superiore e il 14% erano studenti.
Con l'acuirsi della protesta le rilevazioni statistiche hanno registrato nuovi dati demografici sensibilmente diversi rispetto a quelli di dicembre. Secondo un sondaggio eseguito a Kiev su 502 manifestanti il 3 febbraio 2014 infatti gli uomini costituivano l'88% dei partecipanti, parallelamente anche la provenienza dei manifestanti variò nettamente in favore dei cittadini provenienti dalle altre aree dell'Ucraina, che assommavano all'88% del totale. Ampie variazioni si registrarono anche sul livello di istruzione dove i laureati costituivano ora solo il 43% del totale, il 43% aveva un'istruzione superiore e il 14% erano studenti.

#### Richieste

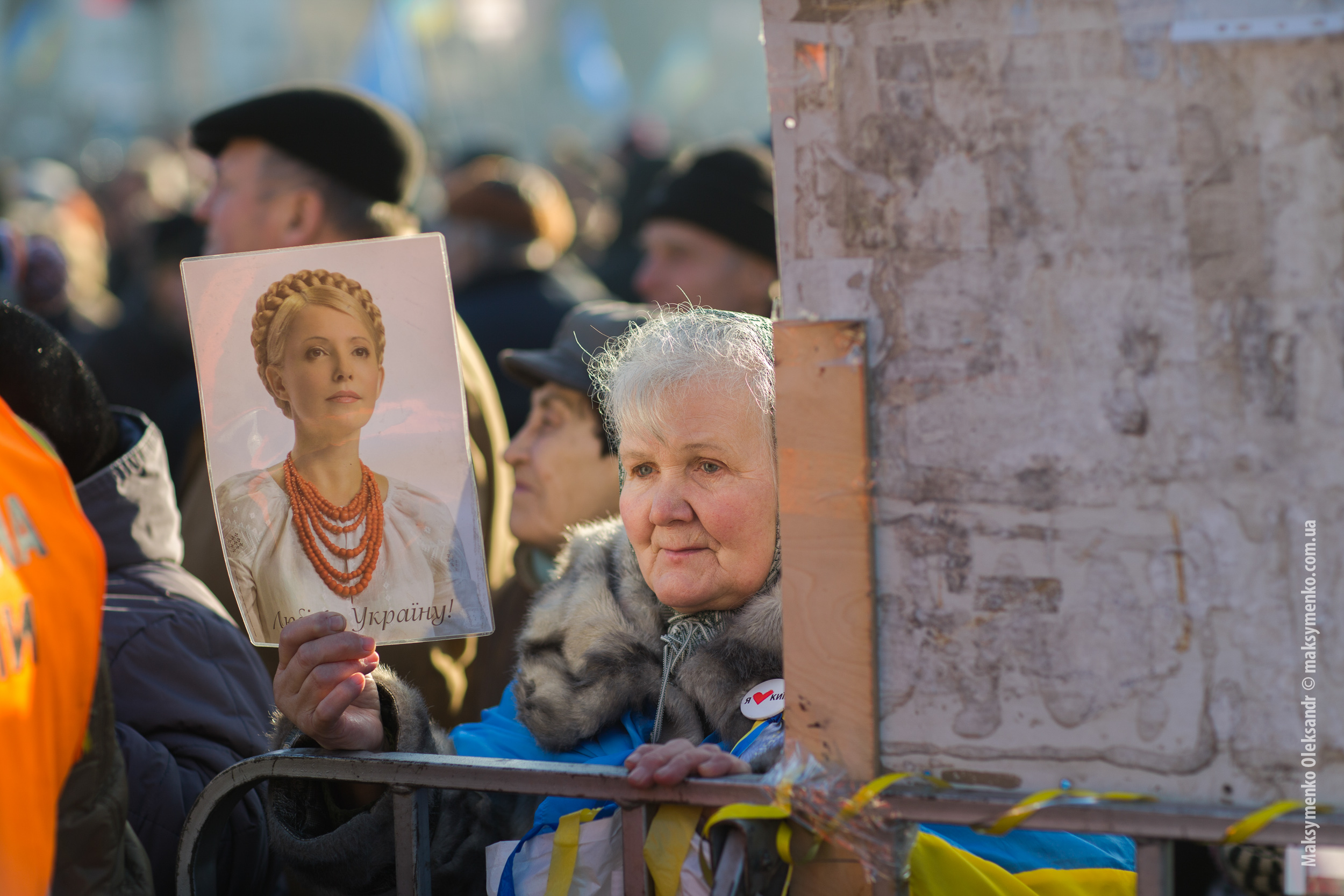
Protesta antigovernativa a Kiev (29 dicembre 2013)

Il 29 novembre 2013, gli organizzatori della protesta avevano proposto una risoluzione formale in cui veniva chiesto di:
- formare un comitato di coordinamento per comunicare con la comunità europea;
- affermare che il presidente, il parlamento e il consiglio dei ministri non erano in grado di svolgere una politica geopoliticamente strategica di sviluppo per lo Stato, chiedendo le dimissioni di Janukovyč;
- chiedere la cessazione delle repressioni politiche contro gli attivisti dell'Euromaidan: studenti, attivisti civici e leader dell'opposizione.

La risoluzione affermava che il 1º dicembre 2013 era il XXII anniversario del referendum per l'indipendenza dell'Ucraina, che il gruppo si sarebbe riunito a mezzogiorno in piazza dell'Indipendenza per annunciare una nuova pianificazione delle proteste.
Dopo la dispersione forzata da parte della polizia di tutti i manifestanti dalla Maidan Nezaležnosti nella notte del 30 novembre, la richiesta di dimissioni del ministro dell'interno, Vitalij Zacharčenko divenne uno dei principali obiettivi dei manifestanti.
Venne sottoscritta una petizione diretta alla Casa Bianca degli Stati Uniti per chiedere sanzioni contro Viktor Janukovyč e i ministri del governo ucraino, raccogliendo oltre 100 000 firme in quattro giorni.
Studenti ucraini a livello nazionale chiesero anche le dimissioni del ministro della pubblica istruzione, Dmytro Tabačnyk.
In seguito la protesta incluse come obiettivo anche la presunta corruzione degli organi di governo, l'abuso di potere e di violazione dei diritti umani in Ucraina.

### Dibattito sul carattere politico di Euromaidan

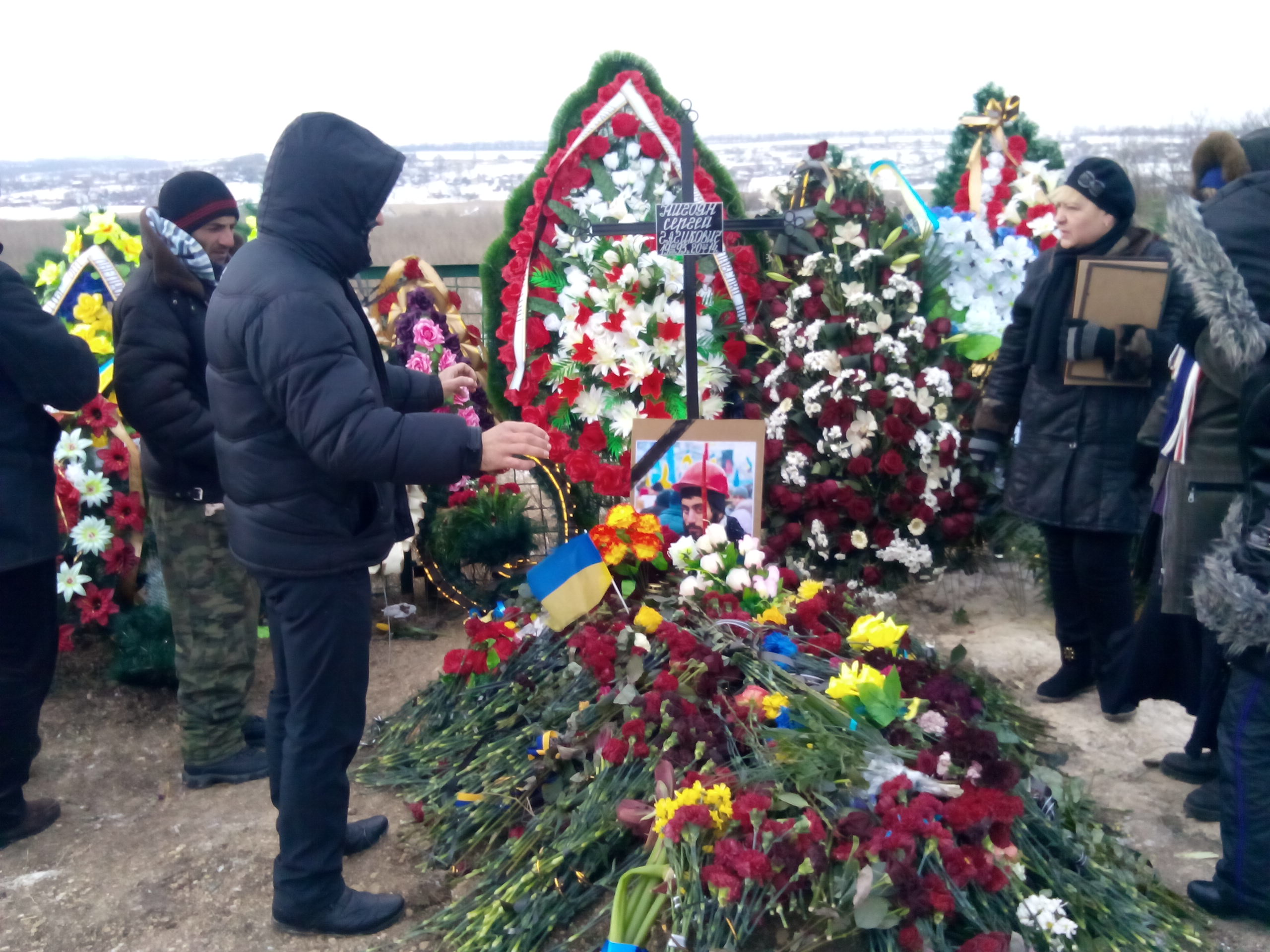
Sepoltura di Serhij Nigojan, il primo attivista Euromaidan ucciso nel 2014

Le manifestazioni di Euromaidan sono state apertamente sostenute anche da dei gruppi minoritari di estrema destra, tra cui i neonazisti di Pravyj Sektor (va notato che Pravyj Sektor non otterrà mai seggi nel parlamento e Svoboda nel 2014 vincerà per l'ultima volta 6 seggi). Il quotidiano israeliano Haaretz ha riportato incidenti antisemiti che hanno coinvolto il partito Svoboda e Pravyj Sektor durante le manifestazioni, dove i loro militanti chiamavano gli oppositori politici come "Žyd", un termine dispregiativo per indicare gli ebrei, e hanno sventolato bandiere con simboli neonazisti. Secondo il giornale, queste organizzazioni distribuivano ai manifestanti anche le edizioni tradotte del Mein Kampf e dei Protocolli dei Savi di Sion.
La riuscita della rivoluzione col cambio di governo non fermò gli scontri in tutte le aree del paese: uno degli episodi più tragici accadde dopo l'annessione della Crimea alla Russia e fu l'incendio della Casa dei sindacati di Odessa, avvenuto il 2 maggio 2014 che causò la morte di 42 persone, tra manifestanti filorussi e persone che si trovavano fortuitamente nell'edificio.
Vi fu un dibattito aperto sulla natura del movimento Euromaidan, se essa dovesse essere considerata una semplice protesta, una rivoluzione, oppure un colpo di Stato: molti leader della protesta, come Oleh Tjahnybok, utilizzano spesso il termine "rivoluzione" riferendosi all'evento. In un'intervista Skype con l'analista Andrij Holovatyj, Vitalij Portnikov, membro del consiglio dell'Assemblea Nazionale "Maidan" e Presidente ed Editor del canale televisivo ucraino TVi, ha dichiarato che l'Euromaidan era una rivoluzione.
I mezzi di comunicazione occidentali hanno chiamato "Eurorivoluzione" (in ucraino: Єврореволюція) l'evoluzione del movimento, mentre quelli russi lo hanno definito un colpo di Stato. Il 10 dicembre 2013 il presidente Viktor Janukovyč dichiarò che la spinta a scatenare una rivoluzione rappresentava una minaccia alla sicurezza nazionale, mentre l'ex presidente georgiano, Mikheil Saak'ashvili, ha descritto il movimento come "la prima rivoluzione geopolitica del XXI secolo".
Secondo gli oppositori alle proteste di Euromaidan quello che è avvenuto il 21 febbraio 2014 sarebbe un vero e proprio colpo di Stato in quanto le procedure seguite sarebbero state illegali, in quanto il parlamento ucraino avrebbe esautorato il presidente senza seguire la formale procedura di impeachment e sostituito il governo senza seguire le regole dettate dalla costituzione. Il 24 febbraio 2014, il nuovo governo ha dichiarato il presidente Janukovyč ricercato per "omicidio di massa".

## Interventi diplomatici per l'uscita dalla crisi
Nei primi mesi del 2014, Barack Obama ha inviato Victoria Nuland, funzionaria incaricata dei rapporti statunitensi con Europa ed Eurasia, in missione diplomatica in Ucraina, nel tentativo di realizzare un piano per dirimere la vertenza politica e civile del paese. Il piano di uscita dalla crisi, secondo gli auspici del governo statunitense, d'intesa con l'ONU, avrebbe dovuto raccogliere il consenso delle istituzioni politiche ucraine, dei protestanti scesi in piazza e quello della Russia di Vladimir Putin nella cui orbita si è avvicinata la politica nazionale del presidente Viktor Janukovyč.
Secondo un'intercettazione di 4 minuti di un colloquio della Nuland con l'ambasciatore statunitense in Ucraina, il piano elaborato dall'amministrazione statunitense avrebbe previsto una messa all'angolo dell'Unione europea, il cui ruolo sarebbe scavalcato. La divulgazione di questa intercettazione su YouTube con titolo scritto in russo, "le marionette di Maidan" ha generato un imbarazzo diplomatico tra Stati Uniti ed Unione europea.